# Studio X
Studio X – polskie studio realizacji dźwiękowej i nagraniowej, zlokalizowane w Olsztynie przy ul. Jeżynowej 16. Powstało w 1997 roku z inicjatywy Marcina Kiełbaszewskiego, który jest producentem muzycznym oraz realizatorem nagrań. Do 2012 roku pracownikiem studia był także Szymon Czech - muzyk, producent i realizator związany w latach 90. XX w. z Selani Studio. Od początku XXI w. studio cieszy się dużą popularnością wśród polskich zespołów z nurtu black, thrash i death metal. 
Ze względu na położenie obiekt zyskał pewną popularność wśród wykonawców z Europy Wschodniej. Produkcje muzyczne w studio zrealizowały m.in. takie grupy muzyczne jak: Arysta, Anima Damnata, Antigama, Armagedon, Blindead, Christ Agony, Devilish Impressions, Enter Chaos, Esqarial, Furia, MasseMord, Non Opus Dei, Nyia, Panzer X, Riverside, Rootwater, Sceptic, UnSun oraz Vesania.